# Lac d'El Nihuil
Le lac d'El Nihuil, en Argentine est un lac de retenue, né à la suite de l'édification du barrage d'El Nihuil sur le río Atuel, un des principaux affluents du río Desaguadero.

## Situation
Il se trouve dans le département de San Rafael de la province de Mendoza, 55 kilomètres à vol d'oiseau au sud-ouest de la ville de San Rafael.
Ses coordonnées géographiques sont 35° 02' de latitude sud et 68°41' de longitude ouest. Son plan d'eau se trouve à une altitude moyenne de 1300 mètres, mais il peut fluctuer de quelques mètres. Le lac s'étend sur 96 kilomètres carrés (9 600 hectares).

## Description
- Surface : 96 kilomètres carrés.
- Altitude moyenne du plan d'eau : 1300 mètres.
- Débit au niveau du barrage (río Atuel) : 36 mètres cubes plus ou moins.

## Le complexe hydroélectrique Nihuil
Dans son cours moyen, au niveau du cañon du río Atuel, le lit de la rivière chute de 580 mètres sur une distance de 45 kilomètres. Cette importante dénivellation a été mise à profit pour édifier une série de barrages et cinq centrales hydroélectriques, dont le barrage de Nihuil constitue le premier maillon (en amont de la chaîne). 
Les barrages successifs construits sont : Nihuil, Nihuil I, Nihuil II, Nihuil III et Valle Grande (digue compensatrice). 
Le barrage de Nihuil qui a créé le lac d'El Nihuil, est en béton armé et se trouve au départ du cañon. Il a une longueur de 325 mètres et une hauteur maximale de 26 mètres au-dessus du lit du río Atuel. Il fut inauguré en 1948. Sur la rive gauche se trouve la prise d'eau qui, par un canal de 7 km, conduit l'eau à la centrale de Nihuil I. La centrale déverse ses eaux dans le lac de barrage de Nihuil I, encore appelé barrage Aisol. De barrages en centrales, la chaîne se termine au niveau de la digue compensatrice de Valle Grande - qui a donné naissance au lac homonyme - et à la centrale hydroélectrique associée. 
L'ensemble des centrales du complexe hydroélectrique Nihuil a une puissance installée de 220 mégawatts, et génère chaque année approximativement un milliard de kilowattheures (soit plus ou moins 1 % de la production totale d'énergie électrique du pays). 

## Tourisme
Proche de la ville de San Rafael, deuxième centre urbain de la province de Mendoza, le lac d'El Nihuil est rapidement devenu un centre touristique important tant pour la beauté des paysages de la région, que pour les possibilités offertes à la pêche sportive et aux sports nautiques.